# Elachisoma braacki
Elachisoma braacki är en tvåvingeart som beskrevs av Papp 1983. Elachisoma braacki ingår i släktet Elachisoma och familjen hoppflugor. Inga underarter finns listade i Catalogue of Life.